# 陳方隅
陳方隅（1987年—）是台灣的政治學者、政治評論員，目前擔任東吳大學政治系助理教授。專攻新興民主國家政治行為、民族主義及美中台關係與東亞外交政策等。
畢業於國立新竹高級中學、國立政治大學外交學系，後來先後取得國立台灣大學政治學系碩士和密西根州立大學政治學系博士。曾在喬治·華盛頓大學艾略特國際事務學院與美國智庫全球臺灣研究中心擔任訪問學者，並且與王宏恩等研究者共同創辦網站菜市場政治學以及美國台灣觀測站並擔任共同編輯。返台後曾短暫擔任科技部人文社會科學研究中心的博士後研究員，隨後即任教於東吳大學政治學系。
目前亦與前台北市議員黃郁芬，擔任民進黨派系正國會旗下播客《台灣正發生》主持人。